# Inmigración china en Hawái
Los chinos en Hawái constituyen aproximadamente el 4,7 % de la población del estado, la mayoría de los cuales (75 %) son cantoneses con antepasados de Zhongshan en Guangdong. Este número no incluye personas de ascendencia mixta china y hawaiana. Si se incluyen todas las personas con ascendencia china en Hawaiʻi (incluidos los chino-hawaianos), forman aproximadamente 1/3 de la población total de Hawai. Como ciudadanos de los Estados Unidos, son un grupo de estadounidenses de origen chino. Una minoría de este grupo tiene ascendencia Hakka.
Los registros históricos indicaron que la inmigración más temprana de chinos provino de la provincia de Guangdong: algunos marineros en 1778 con el viaje del Capitán Cook, más en 1788 con Kaina y algunos en 1789 con un comerciante estadounidense que se estableció en Hawai'i a fines del siglo XVIII.

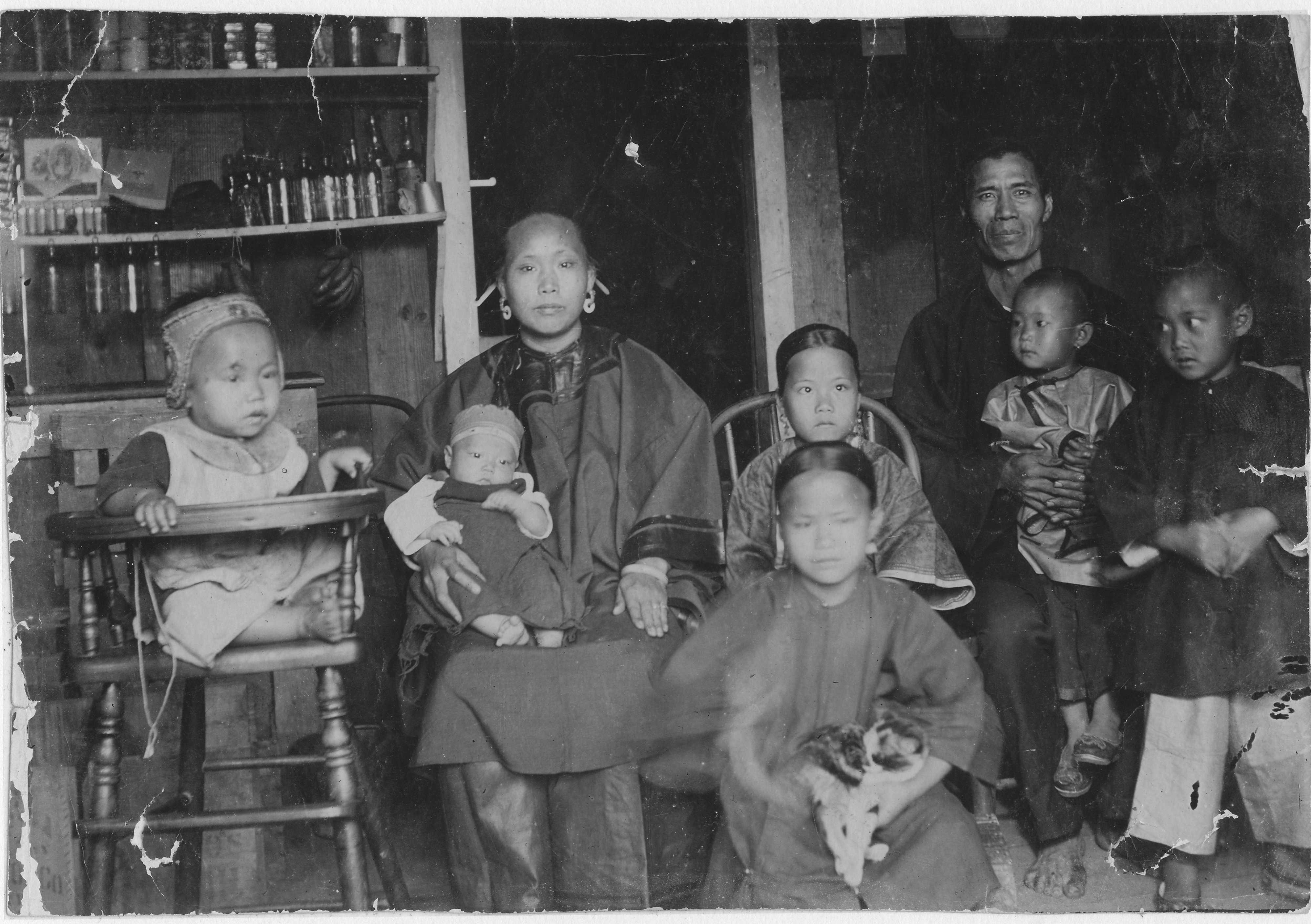
Familia de inmigrantes chinos que viven en Honolulu en 1893.

En 1790, un puñado de chinos vivía en la isla de O'ahu, incluido el grupo de 1789. Vivieron junto con el jefe Kamehameha el Grande. Debido a que estos hombres chinos no habían traído a ninguna mujer china con ellos, se casaron con mujeres hawaianas. Se asimilaron y crearon apellidos chino-hawaianos como Akaka, Ahina, etc., en los que se pronuncian palabras de origen chino con un suave tono hawaiano. La práctica de casarse con mujeres hawaianas continuó hasta bien entrado el siglo XIX, cuando las mujeres chinas todavía eran una rareza en Hawai'i.
La mayoría de los inmigrantes chinos a Hawai llegaron a mediados o finales del siglo XIX, cuando 46.000 personas emigraron a las islas. Aunque muchos vinieron como jornaleros a las plantaciones de azúcar en Hawai, se concentraron en conseguir educación para sus hijos. Cuando expiraron sus contratos, muchos decidieron permanecer en Hawái y abrieron negocios en áreas como Chinatown. En 1950, la mayoría de los hombres estadounidenses de origen chino en Hawái tenían una educación y tenían buenos trabajos. Hoy en día, el 95% de los estadounidenses de origen chino en Hawái vive en Honolulu.
Una minoría significativa de los primeros inmigrantes chinos en Hawái, y aún menos en los EE. UU. Continentales, eran hakka, y gran parte de la animosidad entre los hakka y los cantoneses de Punti se extendió. En la primera mitad del siglo XIX, alrededor del 30% de los chinos en Hawái eran hakka, mientras que solo alrededor del 3 por ciento en la costa oeste eran hakka. El mayor aumento de la inmigración en ese siglo se produjo después de que un tratado de 1876 entre los EE. UU. Y el Reino de Hawai provocó una mayor necesidad de mano de obra.
La mayoría de los matrimonios entre hombres chinos y mujeres blancas en Hawái fueron con mujeres portuguesas. Las portuguesas y otras mujeres caucásicas se casaron con hombres chinos. Estas uniones entre hombres chinos y mujeres portuguesas dieron como resultado hijos de ascendencia mixta chino-portuguesa, llamados chino-portugueses. Durante dos años hasta el 30 de junio de 1933, nacieron 38 de estos niños, fueron clasificados como chinos puros porque sus padres eran chinos. Hubo una gran cantidad de mezcla entre chinos y portugueses, los hombres chinos se casaron con portugueses, españoles, hawaianos, caucásicos-hawaianos, etcétera. Solo se registró a un hombre chino casándose con una mujer estadounidense. Los hombres chinos en Hawai también se casaron con mujeres puertorriqueñas, portuguesas, japonesas, griegas y medio blancas. Había una prohibición comunitaria de los matrimonios mixtos entre los dos grupos para la primera generación de migrantes. A mediados del siglo XIX, los inmigrantes hakka en Estados Unidos fueron excluidos de la membresía en las organizaciones chinas.

## Religión
Antes de la llegada de los misioneros cristianos a Hawái, los primeros colonos chinos eran partidarios del budismo, el taoísmo y el confucianismo. Algunos incluso combinaron aspectos de las creencias nativas de Hawai en sus propios sistemas de creencias.
Hoy, debido al trabajo de los misioneros cristianos a finales del siglo XIX y el siglo XX, muchos de los chinos en Hawái son adherentes al cristianismo protestante y católico. Aun así, quedan unos 100 templos budistas y ancestrales. La minoría leal que se adhiere a las religiones tradicionales chinas peregrina a sus antepasados anualmente. Sin embargo, no se dispone de estadísticas precisas de adherentes dentro de la comunidad china en Hawái.

## Otras lecturas
- Char, Tin-Yuke (1975). The Sandalwood Mountains: Readings and Stories of the Early Chinese in Hawaii. Honolulu: University Press of Hawaii. ISBN 978-0-8248-0305-6. OCLC 1091892.
- Char, Tin-Yuke (1980). Chinese Historic Sites and Pioneer Families of Kauai. Honolulu: Hawaii Chinese History Center. OCLC 6831849.
- Char, Tin-Yuke; Char, Wai Jane (1983). Chinese Historic Sites and Pioneer Families of the Island of Hawaii. Honolulu: Published for the Hawaii Chinese History Center by University of Hawaii Press. ISBN 978-0-8248-0863-1. OCLC 255259005.
- Char, Wai-Jane (1974). «Chinese Merchant-Adventurers and Sugar Masters in Hawaii: 1802–1852: General Background». The Hawaiian Journal of History (Honolulu: Hawaiian Historical Society) 8: 3-10. OCLC 60626541.
- Char, Wai J.; Char, Tin-Uke (1988). Chinese Historic Sites and Pioneer Families of Rural Oahu. Honolulu: Hawaii Chinese History Center. ISBN 978-0-8248-1113-6. OCLC 17299656.
- Dye, Bob (1997). Merchant Prince of the Sandalwood Mountains: Afong and the Chinese in Hawaiʻi. Honolulu: University of Hawaii Press. ISBN 978-0-8248-1772-5.
- Glick, Clarence E. (1980). Sojourners and Settlers: Chinese Migrants in Hawaii. Honolulu: Hawaii Chinese History Center and University Press of Hawaii. ISBN 978-0-8248-0707-8. OCLC 6222806.
- McKeown, Adam (2001). Chinese Migrant Networks and Cultural Change: Peru, Chicago, and Hawaii 1900–1936. Chicago: University of Chicago Press. ISBN 978-0-226-56024-3. OCLC 248159623.
- Young, Nancy Foon (1973). The Chinese in Hawaii: An Annotated Bibliography. Hawaii Series No. 4. Honolulu: Social Science Research Institute, University of Hawaii. ISBN 978-0-8248-0265-3. OCLC 858604.